# Byggnadsminne

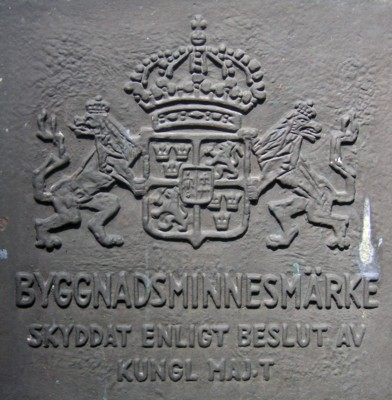
Plaque apposée sur les bâtiments classés (byggnadsminne) en Suède.

En Suède, un site classé byggnadsminne est un site dont l'importance culturelle justifie un niveau de protection maximal. 
Plus de 2 000 bâtiments ou parcs sont classés byggnadsminne.

## Quelques sites classés
- Kärnan (Helsingborg)
- Bibliothèque universitaire de Lund, et Krognoshuset (Lund)
- Cathédrale d'Uppsala (Uppsala)
- Gare centrale de Stockholm (Stockholm)
- Trädgårdsföreningen (Göteborg)
- Forteresse de Karlsborg (Karlsborg)
- Gare d'Hybo (Hybo)